# Episodi di Star Trek: Deep Space Nine (terza stagione)
La terza stagione della serie televisiva Star Trek: Deep Space Nine, composta da 26 episodi, è stata trasmessa negli Stati Uniti in syndication dal 26 settembre 1994 al 19 giugno 1995.
In Italia è stata trasmessa da Rai 3 dal 29 novembre 1997 al 1º gennaio 1998.
| nº | Titolo originale          | Titolo italiano                        | Prima TV USA      | Prima TV Italia  |
| -- | ------------------------- | -------------------------------------- | ----------------- | ---------------- |
| 1  | The Search: Part 1        | In cerca dei fondatori (prima parte)   | 26 settembre 1994 | 29 novembre 1997 |
| 2  | The Search: Part 2        | In cerca dei fondatori (seconda parte) | 3 ottobre 1994    | 30 novembre 1997 |
| 3  | The House of Quark        | Il casato di Quark                     | 10 ottobre 1994   | 1º dicembre 1997 |
| 4  | Equilibrium               | Equilibrio perduto                     | 17 ottobre 1994   | 2 dicembre 1997  |
| 5  | Second Skin               | Seconda pelle                          | 24 ottobre 1994   | 3 dicembre 1997  |
| 6  | The Abandoned             | Nato per combattere                    | 31 ottobre 1994   | 4 dicembre 1997  |
| 7  | Civil Defense             | Misure di sicurezza                    | 7 novembre 1994   | 5 dicembre 1997  |
| 8  | Meridian                  | Meridian                               | 14 novembre 1994  | 8 dicembre 1997  |
| 9  | Defiant                   | La nave rubata                         | 21 novembre 1994  | 9 dicembre 1997  |
| 10 | Fascination               | Incantesimo d'amore                    | 28 novembre 1994  | 10 dicembre 1997 |
| 11 | Past Tense: Part 1        | Tempi passati (prima parte)            | 2 gennaio 1995    | 11 dicembre 1997 |
| 12 | Past Tense: Part 2        | Tempi passati (seconda parte)          | 9 gennaio 1995    | 12 dicembre 1997 |
| 13 | Life Support              | La scelta di Bashir                    | 30 gennaio 1995   | 15 dicembre 1997 |
| 14 | Heart of Stone            | Cuore di pietra                        | 6 febbraio 1995   | 16 dicembre 1997 |
| 15 | Destiny                   | La terza profezia                      | 13 febbraio 1995  | 17 dicembre 1997 |
| 16 | Prophet Motive            | Scampato pericolo                      | 20 febbraio 1995  | 18 dicembre 1997 |
| 17 | Visionary                 | Visioni future                         | 27 febbraio 1995  | 19 dicembre 1997 |
| 18 | Distant Voices            | Voci interiori                         | 10 aprile 1995    | 22 dicembre 1997 |
| 19 | Through The Looking Glass | Sisko nello specchio                   | 17 aprile 1995    | 23 dicembre 1997 |
| 20 | Improbable Cause          | Attacco ai Fondatori (prima parte)     | 24 aprile 1995    | 24 dicembre 1997 |
| 21 | The Die is Cast           | Attacco ai Fondatori (seconda parte)   | 1º maggio 1995    | 25 dicembre 1997 |
| 22 | Explorers                 | Il vascello solare                     | 8 maggio 1995     | 26 dicembre 1997 |
| 23 | Family Business           | Affari di famiglia                     | 15 maggio 1995    | 29 dicembre 1997 |
| 24 | Shakaar                   | Shakaar                                | 22 maggio 1995    | 30 dicembre 1997 |
| 25 | Facets                    | Viaggi nella memoria                   | 12 giugno 1995    | 31 dicembre 1997 |
| 26 | The Adversary             | Il vero nemico                         | 19 giugno 1995    | 1º gennaio 1998  |

## In cerca dei fondatori(prima parte)
- Titolo originale: The Search: Part 1
- Diretto da: Kim Friedman
- Scritto da: Ira Steven Behr e Robert Hewitt Wolfe (soggetto), Ronald D. Moore (sceneggiatura)

### Trama
Tutte le potenze del Quadrante Alfa concordano nel considerare molto serie le minacce del Dominio. Poiché la base Deep Space Nine non è concepita per resistere a un attacco prolungato, al comandante Benjamin Sisko viene affidata la nave stellare USS Defiant, dotata di pesanti armamenti e un sistema di occultamento, installato con la collaborazione dei Romulani. Odo viene sostituito come capo della sicurezza da un ufficiale della Flotta e non la prende affatto bene. Gli ordini sono di recarsi nel Quadrante Gamma, trovare i Fondatori e gettare le basi per dei colloqui di pace. Sisko e i suoi ufficiali partono accompagnati da Quark per contattare un popolo appartenente al Dominio e che è in commercio con i Ferengi. Durante i colloqui, Odo, guardando una carta stellare, viene irresistibilmente e inspiegabilmente attratto dalla nebulosa di Omarion. La Defiant viene pesantemente attaccata; Odo riesce a salvare Kira e a fuggire con una navetta. Una volta raggiunta la nebulosa di Omarion, trova un pianeta con un oceano di fluido da cui emergono altri essere come lui: una femmina mutaforma lo saluta dicendogli "bentornato a casa".
- Altri interpreti: Martha Hackett (T'Rul), Salome Jens (mutaforma femmina), John Fleck (Ornithar), Kenneth Marshall (Michael Eddington), Natalija Nogulich (ammiraglio Nechayev), William Frankfather (mutaforma maschio), Dennis Christopher (Borath), Tom Morga (soldato jem'hadar), Diaunté (guardia jem'hadar), Christoper Doyle (ufficiale jem'hadar)

## In cerca dei fondatori(seconda parte)
- Titolo originale: The Search: Part 2
- Diretto da: Jonathan Frakes
- Scritto da: Ira Steven Behr e Robert Hewitt Wolfe (soggetto), Ira Steven Behr (sceneggiatura)

### Trama
Odo viene accolto con gioia dai suoi simili e un rappresentante dei mutaforma lo invita a sperimentare nuove forme per avvicinarsi al Grande Legame che unisce i Cambianti. La presenza di Kira invece non è troppo gradita: la Bajoriana viene guardata con sospetto, in quanto forma di vita solida. Intanto su Deep Space Nine sono in corso le transazioni per stipulare un trattato di pace fra la Federazione, le altre potenze del Quadrante Alfa e il Dominio. I Romulani sono stati esclusi da ogni trattativa su richiesta dei Fondatori. Odo scopre che lui, come molti altri "neonati", sono stati mandati in ogni angolo della galassia per studiare le caratteristiche di mondi diversi. Intanto su Deep Space Nine si scopre che i trattati hanno portato a conseguenze inaspettate: tutti saranno riassegnati ad altri incarichi, Bajor passerà sotto la protezione dei Fondatori e la Flotta si ritirerà da quella parte di spazio. La situazione precipita presto perché Bajoriani e Romulani si alleano per combattere i Fondatori e Sisko e i suoi si ammutinano. Odo e Kira scoprono che in realtà i loro amici sono prigionieri dei Fondatori e che tutto non era che una simulazione psichica per vedere come avrebbero reagito all'arrivo dei Fondatori. Odo si indigna con la femmina mutaforma, rifiutando di rimanere con loro e dichiarandosi pronto a prendere le armi contro i suoi simili: dato che un cambiante non ne ha mai ucciso un altro (per loro è un crimine orribile), la Cambiante lascia andare Sisko e gli altri, e Odo se ne torna con loro su Deep Space Nine.
- Altri interpreti: Martha Hackett (T'Rul), Salome Jens (mutaforma femmina), John Fleck (Ornithar), Kenneth Marshall (Michael Eddington), Andrew Robinson (Garak), Natalija Nogulich (ammiraglio Nechayev), William Frankfather (mutaforma maschio), Dennis Christopher (Borath), Tom Morga (soldato jem'hadar), Diaunté (guardia jem'hadar), Christoper Doyle (ufficiale jem'hadar)

## Il casato di Quark
- Titolo originale: The House Of Quark
- Diretto da: Les Landau
- Scritto da: Tom Benko (soggetto), Ronald D. Moore (sceneggiatura)

### Trama
Da quando i Fondatori sono diventati una minaccia reale, la stazione è poco frequentata e gli affari di Quark ristagnano. L'unico cliente rimasto nel locale è Kozak, un Klingon ubriacone e violento che si rifiuta di pagare. Quando un esasperato Quark gli ordina di saldare il conto, il Klingon estrae un coltello, ma è troppo ubriaco e finisce per cadere sopra l'arma, morendo sul colpo. Grilka, la bellicosa vedova di Kozak, costringe Quark a seguirla su Qo'noS e a sposarla, secondo le usanze del suo popolo: infatti se il marito fosse morto con disonore, lei avrebbe ereditato il casato del marito; visto che Quark però va in giro a dire che è morto combattendo, infiorettando il racconto, la donna è costretta a sposarlo per non far morire il casato e perdere tutto a favore del cognato D'Ghor. Quark, per cercare di aiutare la Klingon e soprattutto per cavarsi dal vincolo matrimoniale, chiede alla moglie di fargli visionare i libri contabili del casato per capire perché si sono tutti indebitati. Il Ferengi scopre che D'Ghor ha tramato per anni in modo da rovinare economicamente il fratello. D'Ghor respinge le accuse e sostiene che il fratello è morto con disonore, costringendo Rom a testimoniare a sfavore di Quark. D'Ghor sfida Quark a duello; il Ferengi inizialmente cerca di scappare alla chetichella, ma alla fine si presenta al duello, che vincerà in un modo molto astuto e con onore. Grilka ottiene di essere il capo del suo casato e Quark è libero da ogni impegno matrimoniale. Intanto Keiko O'Brien deve chiudere la scuola perché molte famiglie stanno abbandonando la stazione per paura del Dominio e non ci sono più studenti a parte Jake e Nog a cui darebbe lezioni private. Il marito Miles cerca in qualche modo di risollevare il morale alla moglie. Il capo trova che Keiko potrebbe partire per sei mesi con la figlia Molly per una spedizione botanica molto importante su Bajor; alla fine la donna accetta.
- Altri interpreti: Max Grodénchik (Rom), Mary Kay Adams (Grilka), Robert O'Reilly (Gowron), Carlos Carrasco (D'Ghor), Joseph Ruskin (Tumek)
- Guest star: Rosalind Chao (Keiko)

## Equilibrio perduto
- Titolo originale: Equilibrium
- Diretto da: Cliff Bole
- Scritto da: Christopher Teague (soggetto), René Echevarria (sceneggiatura)

### Trama
Durante una cena informale nell'alloggio di Sisko, Jadzia Dax, pur sostenendo di non aver mai imparato a suonare nelle sue otto vite, suona seppur con qualche difficoltà una melodia sullo strumento di Jake. È l'inizio di una serie di strani comportamenti che sfociano in atteggiamenti astiosi e insofferenti nei confronti di Sisko e di altri, e che culmineranno in orribili allucinazioni. Il dottor Bashir non riesce a fare nulla per lei, e parte insieme a Sisko per il pianeta dei Trill, dove scoprono che Jadzia sta sperimentando i ricordi di Joran Belar, un precedente ospite di Dax. Si scopre che alla morte del quinto ospite, Torias, Dax non è stato impiantato subito in Curzon, ma su Joran, un ospite inadatto. La dott.ssa Renhol della Commissione simbiotica, pur di non far scoppiare uno scandalo, non esita a dichiarare che Jadzia sta avendo un rigetto e a prepararla all'espianto, sapendo che l'ospite morirebbe. Sisko e Bashir la fermano in tempo: scoprono che Joran avrebbe dovuto avere un rigetto in tre-quattro giorni, invece aveva resistito sei mesi; lo scandalo consiste nel fatto che su Trill metà della popolazione è adatta a essere impiantata, ma non ci sono abbastanza simbionti; pertanto si è fatto sapere all'opinione pubblica che solo uno su mille è adatto. Se si diffondesse la notizia che ciò è una menzogna, scoppierebbe una rivolta. Sisko baratta il silenzio sulla faccenda con la vita di Jadzia.
- Altri interpreti: Lisa Banes (dott.ssa Renhol), Jeff Magnus McBride (Joran), Nicholas Cascone (Timor), Harvey Vernon (Yolad)

## Seconda pelle
- Titolo originale: Second Skin
- Diretto da: Les Landau
- Scritto da: Robert Hewitt Wolfe

### Trama
Il maggiore Kira Nerys scopre il suo nome sul registro di una prigione cardassiana, ma lei non ricorda assolutamente nulla di questa sua presunta incarcerazione. L'idea di un errore burocratico sfuma di fronte alla testimonianza di un Bajoriano che giura di ricordarsi di lei come sua compagna di prigionia. Decisa a vederci chiaro, Kira parte con una navetta, diretta a Bajor, ma lungo il tragitto viene narcotizzata e rapita. Al risveglio, un anziano Cardassiano le porge il bentornato e guardandosi allo specchio Kira scopre con orrore che il suo volto è quello di una Cardassiana. Le viene spiegato che lei è una spia dell'Ordine Ossidiano a cui hanno dato l'aspetto di una defunta Bajoriana e a cui hanno innestato ricordi fasulli in modo da introdursi nella resistenza; nonostante debba aver già recuperato la memoria cardassiana, Kira non ricorda alcunché ed è profondamente infelice su Cardassia. Il padre cardassiano, un importante Legato, l'aiuta a scappare dal pianeta: le vuole molto bene e inoltre è un dissidente, un oppositore del regime militare che vige su Cardassia che pensa che l'Ordine Ossidiano stia prendendo troppo potere. Kira capisce che la sua trasformazione è tutta una montatura per incastrare il Legato, uomo potentissimo all'interno del Comando Centrale e quindi politicamente protetto. Vengono arrestati, ma intervengono prontamente Sisko, Odo e Garak, costretto dal comandante di Deep Space Nine ad accompagnarli su Cardassia. Liberano Kira e aiutano a fuggire anche il Legato, che comprende che la figlia è ancora viva, su Bajor, convinta di essere una Bajoriana.
- Altri interpreti: Andrew Robinson (Garak), Gregory Sierra (Corbin Entek), Lawrence Pressman (Tekeny Ghemor), Tony Papenfuss (Yeln), Cindy Katz (Yteppa), Billy Burke (Ari)

## Nato per combattere
- Titolo originale: The Abandoned
- Diretto da: Avery Brooks
- Scritto da: D. Thomas Maio e Steve Warnek

### Trama
Su un relitto, che proviene dal Quadrante Gamma e che Quark ha da poco acquistato, viene rinvenuta una camera di stasi contenente un bambino umanoide nato da pochi giorni. Il Dottor Bashir se ne prende cura, scoprendo nel trovatello un metabolismo molto accelerato, tanto che in poche ore il neonato raggiunge lo sviluppo di un bambino di otto anni. Ma non è l'unica sorpresa: il nuovo arrivato è un ingestibile Jem'Hadar, che come tutti i suoi simili è stato creato in laboratorio con un unico scopo: combattere. Dato che è stato anche "programmato" per servire i Fondatori, gli viene affiancato Odo, che il ragazzo riconosce come un capo. La Flotta vorrebbe esaminare il ragazzo per avere informazioni sulla sua specie, mentre Bashir scopre che la fedeltà dei Jem'Hadar è assicurata dal fatto che essi vengono creati senza un enzima che viene fornito loro dai Fondatori e che li rendono pertanto dipendenti. Quando il ragazzo scopre che sarà consegnato alla Flotta, prende con la forza un runabout e costringe Odo a seguirlo nel quadrante Gamma per tornare tra la sua gente; Odo gli propone di cercarsi una realtà in cui non sia costretto a combattere e di accompagnarlo, ma il Jem'Hadar rifiuta: Odo lo porterà a destinazione lasciandolo al suo destino. Intanto, in una trama secondaria, Sisko, facendo buon viso a cattivo gioco, invita a cena la ragazza di suo figlio Jake, che di professione fa la ragazza Dabo nel bar di Quark.
- Altri interpreti: Bumper Robinson (soldato jem'hadar), Jill Sayre (Mardah), Leslie Bevis (capitano Boslic)

## Misure di sicurezza
- Titolo originale: Civil Defense
- Diretto da: Reza Badiyi
- Scritto da: Mike Krohn

### Trama
Il capo Miles O'Brien, assistito da Sisko e da suo figlio Jake, lavora al disarmo di una vecchia raffineria cardassiana su Deep Space Nine. Inavvertitamente avvia una procedura anti-sommossa, concepita per frenare eventuali ribellioni da parte dei lavoratori bajoriani. I tre rimangono intrappolati e dagli altoparlanti si ode la registrazione della voce di Gul Dukat che intima ai ribelli di arrendersi, o l'intera area sarà saturata con un gas mortale. Nessuno riesce a bloccare il dispositivo, mentre tutta la stazione entra in modalità di allarme: nella sala di comando nessuno può uscire, e anche Quark e Odo sono bloccati nell'ufficio di quest'ultimo. Garak, in quanto Cardassiano, ha l'autorizzazione per muoversi da un comparto all'altro, ma non i codici per fermare l'immissione del gas venefico. Un ulteriore tentativo di bloccare il gas innesca il protocollo di distruzione della stazione; l'unica soluzione è contattare Gul Dukat per annullare l'ordine, che arriva su Deep Space Nine in seguito alla ricezione di un messaggio automatico. Il Gul approfitta subito della situazione: dice a Kira che inserirà il codice per bloccare il tutto in cambio da parte di Bajor dell'autorizzazione per una delegazione permanente cardassiana su Deep Space Nine. Kira rifiuta e Dukat, per farla riflettere, cerca di teletrasportarsi sulla sua nave, ma il sistema lo blocca: il fatto che stia cercando di andarsene è visto come un atto di vigliaccheria e quindi gli vengono revocate le autorizzazioni e condannato a restare (e a morire) lì. Il destino di Deep Space Nine sembra segnato, ma Sisko e O'Brein riescono a disabilitare il sistema di autodistruzione dall'interno.
- Altri interpreti: Andrew Robinson (Garak), Marc Alaimo (Dukat), Danny Goldring (legato Kell)

## Meridian
- Titolo originale: Meridian
- Diretto da: Jonathan Frakes
- Scritto da: Hilary Bader e Evan Carlos Somers (soggetto), Mark Gehred-O'Connell (sceneggiatura)

### Trama
A bordo della USS Defiant, l'equipaggio avvista un pianeta che sembra comparire dal nulla. I cordiali abitanti si annunciano amici e invitano la squadra a pranzare con loro. Durante la festa, la rappresentante della comunità spiega che il piccolo paradiso in cui vivono si sposta periodicamente da una dimensione incorporea a una materiale, insieme a coloro che lo abitano. Il pianeta Meridian è perciò visibile per un tempo limitato, soltanto dodici giorni, e quindi tornerà nell'altra dimensione, per rimanerci per ben sessant'anni. Sisko e gli altri cercano un modo per stabilizzare il pianeta, poiché ogni loro ricomparsa dura sempre di meno e gli abitanti hanno stimato che presto spariranno tutti, sia in una dimensione che nell'altra. Jadzia intreccia ben presto una relazione con Deral, uno degli alieni, che decide di abbandonare il pianeta per stare con lei. Quando lui ha delle perplessità a causa delle pressioni della sua gente, è Jadzia che decide di rimanere sul pianeta, dicendo addio all'amico Sisko che rivedrà tra 60 anni. Nonostante la matrice molecolare di Jadzia sia stata adattata alla transizione, qualcosa non funziona e la sua presenza interferisce negativamente sulla trasformazione del pianeta; Sisko e gli altri sono costretti a teletrasportarla via per evitare che lei muoia e che il pianeta con i suoi abitanti vengano distrutti. Intanto sulla stazione, Tiron, un alieno morbosamente attratto da Kira, promette a Quark un mucchio d'oro se il Ferengi gli avesse creato un programma olografico con protagonista il maggiore; Kira se ne accorge e, con l'aiuto di Odo, tira uno scherzo ingegnoso a Quark e a Tiron.
- Altri interpreti: Brett Cullen (Deral), Christine Healy (Seltin), Jeffrey Combs (Tiron)

## La nave rubata
- Titolo originale: Defiant
- Diretto da: Cliff Bole
- Scritto da: Ronald D. Moore

### Trama
Il dottor Bashir ordina a Kira una giornata di assoluto riposo. L'arrivo del comandante William Riker, proveniente dalla USS Enterprise, fornisce al maggiore l'occasione di seguire i consigli del medico, accompagnando Riker in una visita guidata della base, cominciando dalla nave stellare USS Defiant, fonte di orgoglio per tutti gli ufficiali della stazione. Riker si mostra doverosamente colpito, ma poco dopo stordisce Kira con un phaser e convince Sisko di doversi allontanare da Deep Space Nine perché la Defiant rischia di esplodere. In realtà ai comandi della nave non c'è William, ma Thomas Riker, che è un membro dei Maquis e che vuole usare la Defiant per sferrare un attacco ai Cardassiani. Sisko si allea con Dukat per fermare la nave; il comandante di Deep Space Nine riesce a convincere Thomas ad arrendersi in cambio del salvacondotto per il suo equipaggio, mentre lui dovrà affrontare il processo su Cardassia Primo, senza però la pena di morte. Lascia quindi il comando della Defiant a Kira e si consegna ai Cardassiani.
- Altri interpreti: Jonathan Frakes (Thomas Riker), Shannon Cochran (Kalita), Marc Alaimo (Dukat), Tricia O'Neil (Korinas), Robert Kerbeck (soldato cardassiano), Michael Canavan (Tamal)

## Incantesimo d'amore
- Titolo originale: Fascination
- Diretto da: Avery Brooks
- Scritto da: Ira Steven Behr e James Crocker (soggetto), Philip LaZebnik (sceneggiatura)

### Trama
Il pianeta Bajor celebra la Festa della Gratitudine e anche su Deep Space Nine fervono i preparativi per questa ricorrenza. Jake è triste perché Martha, la sua ragazza, è stata accettata in una scuola prestigiosa (e lontana) e si sono lasciati. Keiko e Molly tornano dopo due mesi ad abbracciare Miles O'Brien, ma la loro non è l'unica visita importante: in qualità di ambasciatrice di Betazed, torna sulla stazione l'imprevedibile e affascinante Lwaxana Troi che non vede l'ora di riabbracciare il suo caro amico Odo. Poco dopo l'inizio della festa, Lwaxana viene colpita da un violento mal di testa e, nello stesso momento, anche Vedek Bareil, Jake e Jadzia subiscono la stessa dolorosa esperienza e sperimentano sentimenti amorosi "strani": Bareil è innamorato di Jadzia, Jake di Kira e Jadzia professa il suo amore per Benjamin. Inoltre Miles e Keiko litigano non solo per stupidaggini, ma anche perché lei ha detto che il suo incarico si potrebbe protrarre per altro tempo. Quando anche il dottor Bashir e Kira iniziano a provare un'irresistibile attrazione sessuale l'uno per l'altra, il dottore inizierà a indagare gli strani fatti, scoprendo che sono riconducibili a una febbre betazoide contagiosa, ma curabile.
- Guest star: Rosalind Chao (Keiko)
- Altri personaggi: Majel Barrett (Lwaxana Troi), Philip Anglim (Vedek Bareil)

## Tempi passati(prima parte)
- Titolo originale: Past Tense: Part 1
- Diretto da: Reza Badiyi
- Scritto da: Ira Steven Behr e Robert Hewitt Wolfe (soggetto), Robert Hewitt Wolfe (sceneggiatura)

### Trama
Gli ufficiali di Deep Space Nine sono sulla USS Defiant e si dirigono verso la Terra per stilare un rapporto sulla difficile situazione nel Quadrante Gamma. Durante il teletrasporto si verifica un'anomalia che spedisce Sisko, Bashir e Jadzia indietro nel tempo, nella San Francisco del XXI secolo, in particolare al 30 agosto 2024. Mentre i primi due vengono scambiati per dei vagabondi e accompagnati dalla polizia in un ghetto riservato ai senzatetto, Jadzia viene soccorsa da Chris Brynner, un miliardario che le procura i documenti necessari a vivere nel 2024. Sisko sa che tra pochi giorni proprio lì avverrà una sanguinosa rivolta con presa di ostaggi, che verranno salvati grazia all'intervento di Gabriel Bell, un residente del ghetto: l'uomo morirà durante gli scontri in modo talmente drammatico da far vergognare l'opinione pubblica, che premerà affinché i ghetti vengano chiusi e i problemi dei senzatetto risolti. Bashir e Sisko devono fare di tutto per rispettare la Prima direttiva temporale e non interferire con il corso degli eventi: peccato che durante una rissa Bell verrà ucciso per difendere Sisko. Quest'ultimo deve ora garantire il regolare corso degli eventi, mentre sulla Defiant perdono il contatto con la Terra: il futuro è cambiato a causa della morte prematura di Bell e la Federazione non esiste più. Kira e O'Brien cercano pertanto di ricreare l'incidente con il teletrasporto nella disperata ricerca dei loro compagni. Intanto nella San Francisco del 2024 inizia la rivolta e Sisko, pur di mettere a posto le cose, si presenta ai sediziosi come Gabriel Bell ben sapendo che, per mettere a posto il continuum, dovrà morire nei tumulti.
- Altri interpreti: Jim Metzler (Chris Brynner), Frank Military (B.C.), Dick Miller (Vin), Al Rodrigo (Bernardo), Tina Lifford (Lee), Bill Smitrovich (Michael Webb), Deborah Van Valkenburgh (Preston), Clint Howard (Grady), Richard Lee Jackson (Danny), John Lendale Bennett (Gabriel Bell)

## Tempi passati(seconda parte)
- Titolo originale: Past Tense: Part 2
- Diretto da: Jonathan Frakes
- Scritto da: Ira Steven Behr e Robert Hewitt Wolfe (soggetto), Ira Steven Behr e René Echevarria (sceneggiatura)

### Trama
Sisko si prodiga per salvare gli ostaggi e ripristinare il corso degli eventi; Jadzia cerca di raggiungere i suoi compagni, mentre O'Brein e Kira iniziano a fare tentativi di teletrasporto temporale per cercare Sisko e gli altri. Dax riesce a trovare i suoi compagni, torna indietro dal suo amico Brynner e lo convince a dare accesso alle reti di comunicazione ai residenti del ghetto in modo che possano raccontare la loro storia e far capire alla gente che non sono delinquenti, ma solo persone che hanno incontrato tanta sfortuna. Kira e O'Brein arrivano finalmente al tempo giusto e parlano con Dax, mentre al ghetto le cose si stanno mettendo male: il governatore non vuole una soluzione pacifica e ordina di fare irruzione. Avviene una strage tra i residenti, ma gli ostaggi sono salvi; Sisko, pur di salvare una delle guardie, non esita a fare da scudo umano, ma viene ferito solo di striscio. La guardia salvata da Benjamin fa scappare lui e Bashir e racconterà che Bell è morto, in modo da coprire la loro fuga; si farà anche incarico di testimoniare su come la maggior parte dei residenti del ghetto siano brave persone costrette a vivere in condizioni disumane, ripristinando la Storia. Sisko e i suoi torneranno al XXIV secolo e troveranno tutto come prima, tranne una piccola cosa: negli archivi storici sulla rivolta, c'è la foto di Sisko col nome di Gabriel Bell.
- Altri interpreti: Jim Metzler (Chris Brynner), Frank Military (B.C.), Dick Miller (Vin), Al Rodrigo (Bernardo), Tina Lifford (Lee), Bill Smitrovich (Michael Webb), Deborah Van Valkenburgh (Preston), Clint Howard (Grady), Richard Lee Jackson (Danny), John Lendale Bennett (Gabriel Bell)

## La scelta di Bashir
- Titolo originale: Life Support
- Diretto da: Reza Badiyi
- Scritto da: Christian Ford e Roger Soffer (soggetto), Ronald D. Moore (sceneggiatura)

### Trama
Una nave bajoriana attracca su Deep Space Nine. A causa di un incidente, i condotti di plasma saltano e solo grazie al tempestivo intervento degli uomini della sicurezza Kai Winn viene tratta in salvo, praticamente incolume; Vedek Bareil invece è gravemente ferito. I due eminenti Bajoriani dovevano intraprendere delle trattative di pace segrete con i Cardassiani. Il dottor Bashir tenta il tutto per tutto e riesce a rianimare Bareil, ma gli raccomanda assoluto riposo. Purtroppo il Vedek è indispensabile alle trattative e Kai Winn insiste perché si rimetta subito al lavoro, poiché l'incompetente Kai è assolutamente incapace di condurre con saggezza ed efficacia i negoziati; per far ciò Bareil accetta una cura sperimentale, anche se Bashir lo avverte dei pesanti effetti collaterali che lo porterebbero presto alla morte. Parte del cervello di Bareil collassa e il dottore viene convinto a sostituire la parte danneggiata con innesti positronici. A un nuovo collasso, Kira vorrebbe che Bashir sostituisse anche il resto del cervello, ma il medico le spiega che rimarrebbe solo una macchina. Il maggiore decide quindi di lasciarlo morire in pace. Intanto Jake incontra una vecchia amica, Leanne, e l'invita a cena; Nog costringe l'amico a procurargli un'altra ragazza per un'uscita a quattro, ma il modo di comportarsi con le ragazza del Ferengi, in linea con la sua cultura misogina, rovina la cena facendo scappare le fanciulle e porta a un litigio con Jake. Sisko fa capire al figlio che Nog si è comportato secondo la cultura del suo pianeta e lo spinge a far pace con l'amico, anche se in un modo un po' singolare, facendosi rinchiudere con lui in prigione.
- Guest star: Louise Fletcher (Kai Winn)
- Altri interpreti: Philip Anglim (Vedek Bareil), Aron Eisenberg (Nog), Lark Voorhies (Leanne), Andrew Prine (Legato Turrel), Ann Gillespie (Jabara)

## Cuore di pietra
- Titolo originale: Heart of Stone
- Diretto da: Alexander Singer
- Scritto da: Ira Steven Behr e Robert Hewitt Wolfe

### Trama
Kira e Odo stanno tornando da una missione quando ricevono la chiamata di una nave lissepiana che è stata attaccata dai Maquis. La navetta si lancia all'inseguimento dei ribelli e arriva su una luna sconosciuta, sconvolta da potenti scosse telluriche. Tutto fa pensare che i Maquis abbiano trovato rifugio in una delle numerose caverne presenti e la navetta atterra sulla luna deserta. Durante la perlustrazione di una grotta, il piede di Kira rimane intrappolato in una strana formazione rocciosa. Odo tenta di liberarla, ma i suoi sforzi sono vani. Non solo la roccia sembra indistruttibile, ma cresce, avviluppando lentamente tutta la gamba di Kira. Nel tentativo di liberare il maggiore, Odo scopre che è tutta una simulazione di un mutaforma: la sua gente infatti vuole capire cos'hanno di speciale gli umanoidi amici di Odo per costringerlo a tradire i Fondatori, scoprendo che Odo è innamorato del maggiore Kira. Intanto Nog ha completato il rito che ha sancito, secondo la cultura Ferengi, il suo ingresso nell'età adulta: è previsto che si scelga un modello maschile da seguire e di cui diventare apprendista, e lui sceglie il comandante Sisko, annunciandogli di voler essere il primo Ferengi a entrare nella Flotta. Sisko, dopo aver cercato di scoraggiarlo con un lavoro d'inventario difficoltoso (portato a termine brillantemente), rifiuta di raccomandarlo, fino a quando Nog gli confessa di voler entrare nella Flotta per non fare la fine di suo padre, un Ferengi abile come meccanico, ma senza i lobi per gli affari. A questo punto Sisko accetta di scrivere la raccomandazione.
- Altri interpreti: Max Grodénchik (Rom), Aron Eisenberg (Nog), Salome Jens (Femmina mutaforma)

## La terza profezia
- Titolo originale: Destiny
- Diretto da: Les Landau
- Scritto da: David S. Cohen e Martin A. Winer

### Trama
Bajor e l'Impero Cardassiano tentano la prima collaborazione dopo la firma del trattato di pace. Due scienziate cardassiane intendono sperimentare un trasmettitore in grado di permettere le comunicazioni anche attraverso il tunnel spaziale e per farlo devono lavorare su Deep Space Nine insieme a rappresentanti bajoriani e federali. Sisko è felice di questa grande occasione, ma l'anziano Vedek Yarka gli racconta di un'antica profezia, secondo cui il Tempio dei Profeti (il tunnel, secondo i Bajoriani) verrà distrutto quando tre vipere torneranno nel loro nido nel cielo. Il comandante gli fa notare che se pensa che le vipere siano le scienziate cardassiane non c'è pericolo, visto che sono soltanto due. Ma poco dopo giunge su Deep Space Nine una terza Cardassiana. Una serie di incidenti, che porterebbe alla distruzione del tunnel, sembra confermare la disastrosa profezia, facendo dubitare Kira della bontà del progetto scientifico. Intanto O'Brien ha difficoltà a lavorare con una delle Cardassiane: la donna, per una questione culturale, ha frainteso il comportamento del capo, pensando che stia iniziando un rituale di corteggiamento. Dopo l'ennesimo incidente, in cui una cometa si rompe in tre frammenti, si scopre che Dejar è un membro dell'Ordine Ossidiano: l'Ordine non vuole che il progetto riesca per non dover iniziare una collaborazione pacifica con Bajor. Sisko e Kira partono con una navetta per cercare di neutralizzare il pericolo, riuscendo nell'intento. La distruzione dei frammenti della cometa porta a creare una fessura permanente nel tunnel che permette le comunicazioni; la profezia era stata interpretata male: le tre vipere erano i frammenti della cometa.
- Altri interpreti: Tracy Scoggins (Gilora), Wendy Robie (Ulani), Jessica Hendra (Dejar)
- Guest star: Erick Avari (Vedek Yarka)
- Nell'episodio tradotto in italiano viene erroneamente chiamato "runabout" un ben più piccolo shuttlepod (una sorta di scialuppa) lanciato dall'hangar della nave stellare USS Defiant. Questo errore non è presente nella versione originale in inglese.

## Scampato pericolo
- Titolo originale: Prophet Motive
- Diretto da: René Auberjonois
- Scritto da: Ira Steven Behr e Robert Hewitt Wolfe

### Trama
Il Grande Nagus Zek giunge su Deep Space Nine. L'anziano Ferengi ha appena terminato di redigere le nuove Regole dell'Acquisizione destinate a cambiare per sempre la vita di tutti i Ferengi e vuole che siano proprio Quark e Rom ad avere l'onore di essere i primi a leggerle. I due fratelli pensano di approfittare di quest'occasione per carpire qualche segreto al Grande Nagus, ma restano inorriditi leggendo le nuove regole, che predicano altruismo e generosità. Indagando, scoprono che Zek è venuto a contatto con uno dei cristalli perduti di Bajor, il Cristallo della Saggezza: gli abitanti del tunnel spaziale, accorgendosi che Zek appartiene a una cultura veniale ed egoista, l'hanno cambiato facendolo diventare una persona generosa. Quark si reca nel tunnel e, parlando con i Profeti, li convince a far tornare il Grande Nagus come prima. Intanto Bashir è in lizza per un prestigiosissimo premio per la medicina, ma lui si schermisce e pensa di non meritarselo. Quando verrà a sapere che il vincitore non è lui, scoprirà di aver sperato nell'onorificenza, e ci rimarrà male.
- Altri interpreti: Max Grodénchik (Rom), Wallace Shawn (Zek), Tiny Ron (Maihar'du), Juliana Donald (Emi)

## Visioni future
- Titolo originale: Visionary
- Diretto da: Reza Badiyi
- Scritto da: Ethan H. Calk (soggetto), John Shirley (sceneggiatura)

### Trama
In seguito a un piccolo incidente, al capo O'Brien viene ordinato di stare un po' a riposo; ne approfitta per andare da Quark e carcare di convincerlo a fornire il suo locale di un gioco di freccette. Mentre Miles gli sta spiegando le regole del gioco, si ritrova improvvisamente sulla passeggiata e dalla balaustra può osservare se stesso mentre Quark gli chiede di riparare le sale ologrammi. Bashir liquida la cosa come una lieve allucinazione dovuta all'incidente, ma il capo non è convinto e poco dopo sperimenta l'episodio visto. Jadzia pensa che abbia fatto un piccolo salto temporale nel futuro di 5 ore, mentre a O'Brien capita ancora un episodio: a questo punto Bashir inizia a cercare un protocollo di cura. Intanto su Deep Space Nine arriva su invito una delegazione di Romulani che pretende informazioni sul Dominio e accesso illimitato ai dati della USS Defiant. Le visioni del capo si fanno più frequenti e Miles vede il se stesso del futuro morire a causa di un incidente tecnico dovuto a un sabotaggio a danno dei Romulani. Durante un altro salto, Bashir avverte l'O'Brien del passato di dire al Bashir del suo tempo come curarlo, poiché il medico l'ha capito solo dopo l'autopsia. O'Brein si salva, ma vive un altro episodio in cui Deep Space Nine viene distrutta: il suo sé del futuro gli dice che non sa cosa sia successo, è riuscito solo a mettere in salvo poche persone con un runabout prima dell'esplosione. Il capo chiede al dottore di procurargli un salto temporale controllato per capire cosa sia successo e salvare gli abitanti della stazione, anche se ciò potrebbe ucciderlo: scopre che è tutta colpa dei Romulani, che attaccheranno la stazione da una nave occultata e che i suoi salti sono dovuti involontariamente a un dispositivo nascosto sulla nave. L'O'Brein che ha viaggiato muore a causa delle radiazioni che gli hanno consentito il salto, e torna nel passato l'O'Brein del futuro, avvisando Sisko del pericolo e neutralizzando la minaccia. Il Miles che ora c'è sulla stazione ha però ricordi in più perché, appartenendo a un tempo di 5 ore nel futuro, ha già esperienza di ciò che sta vivendo nel presente. 
- Altri interpreti: Jack Shearer (Ruwon), Annette Helde (Karina), Ray Young (Morka), Bob Minor (Bo'rak), Dennis Madalone (Atul)

## Voci interiori
- Titolo originale: Distant Voices
- Diretto da: Alexander Singer
- Scritto da: Joe Menosky (soggetto), Ira Steven Behr e Robert Hewitt Wolfe (sceneggiatura)

### Trama
Bashir sorprende nell'infermeria di Deep Space Nine un umanoide che sta rubando del gel biomimetico, sostanza la cui vendita è assolutamente proibita. L'alieno aggredisce il dottore, tramortendolo con una violenta scossa bioelettrica e al risveglio Bashir scopre di trovarsi in una stazione buia e apparentemente deserta, in cui funzionano solamente i supporti vitali indispensabili. Durante la sua perlustrazione incontra Garak e un Quark terrorizzato. Una strana e inquietante presenza si aggira sulla base, mentre Bashir inizia a invecchiare rapidamente; ben presto incontra anche altri membri di Deep Space Nine, ma tutti si comportano in modo strano. Presto Julian scoprirà che in realtà lui è in coma e che ciò che vede è una proiezione mentale generata dall'alieno che l'ha attaccato telepaticamente: ognuno dei membri della stazione rappresenta un differente aspetto del suo carattere. L'alieno nella testa del dottore continua a ripetergli di arrendersi e morire, ma Bashir lo combatterà fino a risvegliarsi dal coma.
- Altri interpreti: Andrew J. Robinson (Garak), Victor Rivers (Altovar), Ann H. Gillespie (infermiera)

## Sisko nello specchio
- Titolo originale: Through The Looking Glass
- Diretto da: Winrich Kolbe
- Scritto da: Ira Steven Behr e Robert Hewitt Wolfe

### Trama
Miles O'Brien rapisce il comandante Sisko, costringendolo a seguirlo su una navetta. Una volta giunto a bordo, Sisko si rende conto di trovarsi nell'universo dello specchio scoperto dal capitano Kirk e visitato per errore un anno prima da Kira e Bashir. Il Miles O'Brien dello specchio vuole che Sisko impersoni il suo alter ego dell'universo alternativo per convincere una scienziata terrestre a lavorare per i ribelli. La scienziata è Jennifer Sisko, che in questo universo è ancora viva, ma disprezza il suo ex marito. Dopo essersi infiltrati su Terok Nor con l'aiuto di Rom, Sisko riesce a parlare con Jennifer e la convince, dopo alcune disavventure e un tentativo di cattura, a passare dalla parte dei ribelli; la donna si rende conto che il Benjamin che ha davanti non è il suo vero marito e lo saluta promettendogli di aiutare gli Umani ad affrancarsi dalla schiavitù.
- Altri interpreti: Felecia M. Bell (Jennifer Sisko), Andrew J. Robinson (Garak), Tim Russ (Tuvok), Max Grodénchik (Rom)

## Attacco ai Fondatori(prima parte)
- Titolo originale: Improbable Cause (1)
- Diretto da: Avery Brooks
- Scritto da: Robert Lederman e David R. Long (soggetto), René Echevarria (sceneggiatura)

### Trama
Un'improvvisa esplosione distrugge la sartoria di Garak. La causa sembra essere un sovraccarico di energia a un condotto del plasma, ma nonostante Garak affermi di non avere nemici, Odo non crede all'ipotesi dell'incidente e riesce a provare che si è trattato di una bomba. Ulteriori indagini fanno pensare che dietro l'attentato ci siano i Romulani, ma il movente è oscuro. Odo scopre anche che cinque ex membri dell'Ordine Ossidiano, il più potente servizio segreto di Cardassia, sono morti proprio lo stesso giorno in cui è avvenuta l'esplosione nel negozio di Garak. Gli accadimenti sembrano mescolarsi col passato misterioso di Garak, che parte con Odo con un runabout alla ricerca di Enabran Tain, ex capo dell'Ordine Ossidiano (e responsabile dell'esilio di Garak) ora scomparso. Arrivati nello spazio cardassiano vengono attaccati da un Falco da guerra romulano comandato proprio da Tain. Il Cardassiano ha intenzione di voler attaccare per primo i Fondatori prima che siano loro a farsi avanti e spera, con questa mossa, di riprendere il suo posto al vertice dell'Ordine; afferma di aver ucciso i cinque Cardassiani perché sapevano troppo su di lui, mentre Garak ammette di essere stato lui a far saltare in aria il suo negozio. Tain propone a Garak di tornare in servizio al suo fianco e il sarto accetta.
- Altri interpreti: Andrew J. Robinson (Garak), Paul Dooley (Enabran Tain), Carlos Lacámara (Retaya), Joseph Ruskin (informatore), Darwyn Carson (Romulano), Julianna McCarthy (Mila)

## Attacco ai Fondatori(seconda parte)
- Titolo originale: The Die Is Cast (2)
- Diretto da: David Livingston
- Scritto da: Ronald D. Moore

### Trama
Odo e Garak si trovano su un vascello romulano in compagnia di Enabram Tain, che fu il capo dell'Ordine Ossidiano ai tempi dell'occupazione di Bajor. Garak accetta di tornare a servire Cardassia e il primo, difficile compito che gli viene assegnato consiste nell'usare ogni mezzo per estorcere a Odo informazioni sui Fondatori. A questo scopo Tain consegna a Garak uno speciale strumento che impedisce ai mutaforma di trasformarsi e di tornare al loro stato fluido. Garak tortura Odo, ma è evidente che prova dispiacere; Odo non rivela alcunché e alla fine Garak gli permette di tornare alla forma liquida. Intanto Sisko, disubbidendo agli ordini, parte con la USS Defiant per salvare il conestabile. Intanto la nave di Tain arriva al pianeta dei Fondatori e cade in un'imboscata; Garak corre a liberare Odo e ricevono aiuto da un Romulano, che in realtà è un mutaforma: nessun Cambiante ne ha mai ucciso un altro ed è suo dovere salvare Odo, anche se gli propone di tornare al Grande Legame, invito che Odo rifiuta. Garak cerca anche di salvare Tain, ma il Cardassiano preferisce morire in battaglia. In loro aiuto arriva la Defiant e riescono tutti a tornare su Deep Space Nine. L'ammiraglio Toddman decide di non procedere contro Sisko per insubordinazione, mentre tra Odo e Garak, nonostante tutto, sembra essersi instaurato un rapporto basato sul rispetto reciproco.
- Altri interpreti: Andrew J. Robinson (Garak), Paul Dooley (Enabran Tain), Kenneth Marshall (Michael Eddington), Leland Orser (Lovok), Leon Russom (viceammiraglio Toddman)

## Il vascello solare
- Titolo originale: Explorers
- Diretto da: Cliff Bole
- Scritto da: René Echevarria e Hilary Bader

### Trama
Benjamin Sisko è di ritorno da una visita al più importante museo tecnologico di Bajor, dove è venuto a conoscenza di una leggendaria impresa. I Bajoriani sostengono infatti che i loro avi raggiunsero il pianeta Cardassia ben ottocento anni prima, volando su una nave spaziale a vela, sospinta dai venti solari, mentre i Cardassiani hanno sempre liquidato la cosa come una favola. Sull'onda dell'entusiasmo, il comandante decide di costruire una copia esatta del vascello solare, facendo uso esclusivamente dei mezzi che gli antichi Bajoriani avevano a disposizione, e di tentare di ripetere l'impresa. Vorrebbe coinvolgere Jake nel progetto, ma il ragazzo non mostra molto entusiasmo, anche se alla fine accetta. I due Sisko partono e Jake ne approfitta per dire al padre che ha ricevuto una borsa di studio in letteratura, ma che vuole rifiutare per non lasciare solo il padre; inoltre gli dice che vuole presentargli una donna. A un certo punto del viaggio si trovano in difficoltà; tentano di contattare Deep Space Nine per avere aiuto e con loro sorpresa ricevono risposta dai Cardassiani: sono infatti arrivati su Cardassia, dimostrando la veridicità dell'impresa. Guarda caso, il Governo Centrale annuncia il ritrovamento di un antico vascello a vele solari bajoriano, confermando ufficialmente che Bajor ha avuto il primo contatto con Cardassia secoli prima che quest'ultimo pianeta diventasse tecnologicamente avanzato. Intanto è in arrivo su Deep Space Nine la USS Lexington con a bordo la dott.ssa Lense, una conoscenza di Bashir dai tempi della facoltà di medicina: fu lei a risultare la prima del corso, mentre Julian arrivò "solo" secondo per uno sciocco errore nei test, e la cosa gli brucia ancora. Quando arriva, Lense nemmeno si ricorda di Bashir; in un secondo tempo, gli farà una confessione: l'incarico sulla Lexington era ambitissimo e lei l'ha potuto scegliere in quanto prima del corso, ma l'esperienza si è rivelata priva di stimoli e un'autentica delusione.
- Altri interpreti: Marc Alaimo (Gul Dukat), Bari Hochwald (Dott.ssa Elizabeth Lense), Chase Masterson (Leeta)

## Affari di famiglia
- Titolo originale: Family Business
- Diretto da: René Auberjonois
- Scritto da: Ira Steven Behr e Robert Hewitt Wolfe

### Trama
Il bar di Quark è colmo di avventori e la serata si preannuncia piena di profitti, quando si presenta Brunt, un ispettore del Commercio Ferengi per controllare i conti del locale. Quark è accusato di non aver sorvegliato a dovere sua madre Ishka che sembra avere concluso transazioni d'affari, traendone un notevole profitto, nonostante tali attività siano tassativamente precluse alle femmine. Un'altra sgradita sorpresa aspetta Quark e Rom quando arrivano a Ferenginar: contro ogni legge ferengi, Ishka indossa degli abiti. Quark ha tre giorni di tempo per ottenere una confessione da sua madre, solo che Quark, con somma disperazione, scopre che la madre ha accumulato un'autentica fortuna. Con uno stratagemma, Rom riesce a riappacificare Quark e la loro mamma, convincendola a dare alle autorità tutti i suoi illegali profitti; solo lei e Rom però sanno che ha dichiarato solo un terzo delle sue fortune e che gli altri soldi sono nascosti molto bene. In una trama secondaria, Jake vuole presentare al padre una donna, Kasidy Yates, e in pratica tutti sulla stazione sanno dell'appuntamento. Quando finalmente si incontrano per bere qualcosa insieme, l'appuntamento sembra annoiare entrambi, fino a quando Sisko scopre che il fratello di Kasidy gioca a baseball, uno sport estinto nel XXIV secolo e di cui Benjamin e Jake sono appassionati.
- Altri interpreti: Jeffrey Combs (Brunt), Andrea Martin (Ishka), Max Grodénchik (Rom), Penny Johnson (Kasidy Yates)

## Shakaar
- Titolo originale: Shakaar
- Diretto da: Jonathan West
- Scritto da: Gordon Dawson

### Trama
Le preghiere che Kira recita nel suo alloggio per il compianto Bareil vengono interrotte da Sisko con una spiacevole notizia. Il Primo Ministro di Bajor è appena deceduto e, in attesa di procedere alle votazioni per eleggere un sostituto, Kai Winn ricoprirà lei stessa la carica vacante. La Kai vuole che Kira si rechi a Bajor per convincere alcuni contadini a restituire delle attrezzature agricole. Il capo di questi disobbedienti è Shakaar, l'uomo che comandava la cellula della resistenza a cui anche Kira apparteneva. Per il bene di Bajor, Kira accetta a malincuore di andare a litigare con un amico. Ben presto Kira comprende la bontà delle intenzioni dell'amico e si schiera con lui e altri suoi amici, mentre Kai Winn si sta impuntando per una questione di potere: vuole diventare primo ministro e per la sua sete di potere è disposta a scatenare una guerra civile su Bajor. Ben presto però dovrà rivedere i suoi piani: Shakaar parla con i capi militari e li porta dalla sua parte, candidandosi come primo ministro. Kira informa la Kai che se volesse candidarsi, riceverebbe una sonora sconfitta e a Kai Winn non resta che fare un passo indietro.
- Guest star: Louise Fletcher (Kai Winn)
- Altri interpreti: Duncan Regehr (Shakaar), Diane Salinger (Lupaza), William Lucking (Furel), Sherman Howard (Syvar), John Doman (Lenaris)

## Viaggi nella memoria
- Titolo originale: Facets
- Diretto da: Cliff Bole
- Scritto da: René Echevarria

### Trama
Jadzia Dax sta per sottoporsi al rito dello Zhian'tara che le consentirà di incontrare i suoi ospiti precedenti. Sotto la guida di un guardiano dei Simbionti, la memoria di ciascun ospite verrà trasferita telepaticamente nel corpo di altrettanti volontari. Per un'esperienza tanto preziosa e particolare Jadzia chiede la collaborazione dei suoi più cari amici. L'ospite più difficile da trattare, il violento Joran, entrerà nel corpo di Sisko. Il confronto con Joran/Sisko è molto difficile per Jadzia, perché lui comunque rimane un lato oscuro e violento del suo passato; inoltre il colloquio sfocia in uno scontro fisico, poiché Sisko fatica a far riaffiorare la sua personalità e Joran, fingendosi Benjamin, cerca di ingannare Jadzia e farsi liberare. L'ultimo ospite, Curzon, entrerà nel corpo di Odo; Jadzia ha una domanda delicata da porgli, ma Curzon/Odo continua a eluderla, trascinando Jadzia in giochi d'azzardo, serate e bevute. Alla fine Jadzia pone il suo quesito: perché Curzon non si è opposto quando lei è stata riammessa nel programma. Curzon le risponde che non ha importanza perché non ha intenzione di lasciare il corpo di Odo e Jadzia è ben contenta di fare a meno dei ricordi di Curzon, delusa sia da lui che da se stessa. Sisko dice a Jadzia che o riesce ad affrontare Curzon, oppure gli deve dare carta bianca su tutto, e la ragazza sceglie la prima: affronta Curzon e alla fine lui ammette che aveva scartato Jadzia e poi non si è opposto alla riammissione perché era innamorato di lei. Intanto Nog affronta l'esame per l'ammissione all'Accademia della Flotta Stellare e lo sbaglia; Rom scopre che Quark ha manomesso la simulazione per far fallire il nipote e ottiene da Sisko il fagli ripetere l'esame, che supererà brillantemente.
- Altri interpreti: Max Grodénchik (Rom), Aron Eisenberg (Nog), Chase Masterson (Leeta), Jefrey Alan Chandler (guardiano trill)

## Il vero nemico
- Titolo originale: The Adversary
- Diretto da: Alexander Singer
- Scritto da: Ira Steven Behr e Robert Hewitt Wolfe

### Trama
Benjamin Sisko è stato promosso capitano e tutti sulla stazione lo stanno festeggiando. Al termine della cerimonia, Sisko viene informato da un ambasciatore che sul pianeta degli Tzenkethi ha appena avuto luogo un colpo di Stato. Le comunicazioni sono difficili e l'ambasciatore chiede al neo capitano di recarsi sul luogo con la Defiant per verificare la situazione. Subito dopo la partenza viene scoperto a bordo dell'astronave un dispositivo alieno che danneggia i sistemi e ben presto risulta chiaro che un Fondatore si è infiltrato sulla USS Defiant e sta tentando di prenderne possesso. Dopo accurate analisi, si scopre che l'impostore è l'ambasciatore Krajensky portando Sisko a dubitare anche della veridicità del colpo di Stato. Si pone ora il problema di trovare il mutaforma, poiché può essere una qualsiasi persona od oggetto presente sulla Defiant che, a causa del sabotaggio, sta facendo rotta verso lo spazio tzenkethi col rischio di scatenare una guerra. Ben presto serpeggiano il sospetto e la paranoia tra i membri dell'equipaggio, mentre la nave sta per invadere lo spazio tzenkethi, motivo per cui Sisko inizia la procedura di autodistruzione. Tutto si complica quando il Cambiante assume le sembianze di Odo: durante uno scontro, quest'ultimo uccide il mutaforma, commettendo un crimine gravissimo presso il popolo dei Fondatori (nessun Cambiante ne ha mai ucciso un altro). O'Brien riesce a neutralizzare il programma malevolo della Defiant e invertono la rotta. Rimane il ricordo delle ultime parole del mutaforma morente: «È troppo tardi, siamo dappertutto».
- Altri interpreti: Lawrence Pressman (ambasciatore Krajensky), Kenneth Marshall (Michael Eddington), Jeff Austin (alieno boliano)